# Taran wiertniczy
Taran wiertniczy (urządzenie do wiercenia udarowego hydraulicznego, taran hydrauliczny, taran Wolskiego) – urządzenie wiertnicze wykorzystujące zjawisko udaru wodnego w celu zwiększenia siły uderzenia świdra w dno otworu wiertniczego. Skonstruowane w 1902 roku i opatentowane przez Wacława Wolskiego.

## Historia
Taran Wolskiego wykorzystywał płuczkę wiertniczą znajdującą się w otworze wiertniczym. Po gwałtownym zatrzymaniu przepływu płuczki (na skutek nagłego zamknięcia zaworu), jej energia kinetyczna była przekazywana na świder, który uderzał w dno otworu wiertniczego.
Taran Wolskiego był przez kilka lat praktycznie wykorzystywany w polskim górnictwie naftowym. W 1903 roku wykonano za jego pomocą odwiert w Pogwizdowie, a w latach 1905–1908 kilka głębokich odwiertów w Borysławiu (m.in. szyb „Wilno”). Urządzenie wykorzystywano także poza Polską, m.in. w Groznyn, Beckum i Haren.
W późniejszych latach taran wycofano z użycia, ponieważ wszelkie patenty z nim związane zostały wykupione za 600 tys. marek przez wiodące firmy wiertnicze: Internationale Tiefbohrgesellschaft Raky z Erkelenz i Deutsche Tiefbohrgesellschaft z Nordhausen, które w obawie przed utratą rynku europejskiego zablokowały w ten sposób wynalazek Wolskiego.